# Carlos IV de vermelho
Carlos IV de vermelho é uma pintura de Francisco de Goya. Constitui um retrato realizado para o rei homônimo. Está conservado no Museu do Prado, em Madri, Espanha. Mede 127,3 x 94,3 centímetros.
Foi feito para a coroação de Carlos IV, em 1789. O novo rei gostava muito das obras de Goya, e por isso foi nomeado pintor da câmara. O rei se mostra abúlico e desinteressado na pintura. A firmeza das pinceladas recorda Velázquez, em sua faceta retratista.